# Diabelski Kamień w Szyku
Diabelski Kamień w Szyku – ostaniec wierzchołkowy w miejscowości Szyk w województwie małopolskim, w powiecie limanowskim, w gminie Jodłownik. Znajduje się na orograficznie prawym (wschodnim) zboczu doliny Tarnawki, która opuszcza Beskid Wyspowy i przepływając z miejscowości Szyk do miejscowości Tarnawa dokonuje przełomu (tzw. Przełom Tarnawki) w paśmie wzgórz Pogórza Wiśnickiego. Ma długość około 20 m i wysokość około 10 m. Składa się z kilku bloków piaskowca pochylonych pod kątem 45°.
Na Pogórzu Karpackim jest wiele zbudowanych z piaskowców skał wystających ponad pokryte zwietrzeliną garby. Ich fantastyczne formy nie synchronizują z otoczeniem, stąd też przez miejscową ludność nazwane zostały „diabelskimi kamieniami”. Diabelski Kamień w Szyku znajduje się na wysokości około 340 m n.p.m. na grzbiecie wału oddzielającego dolinki dwóch małych potoków (jeden jest tylko okresowy) uchodzących do Tarnawki. Teren porasta las świerkowo-jodłowy z domieszkami innych gatunków.

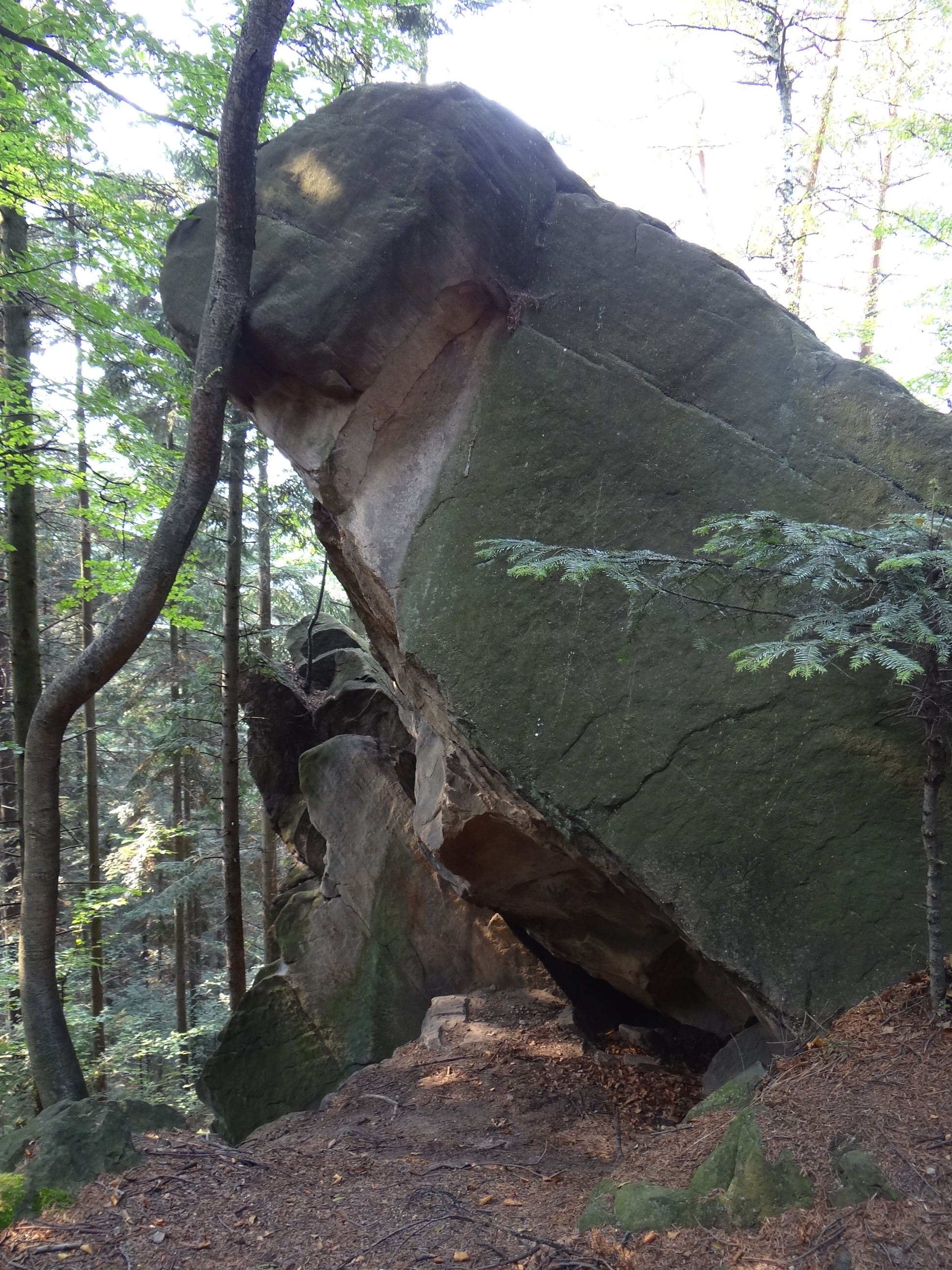
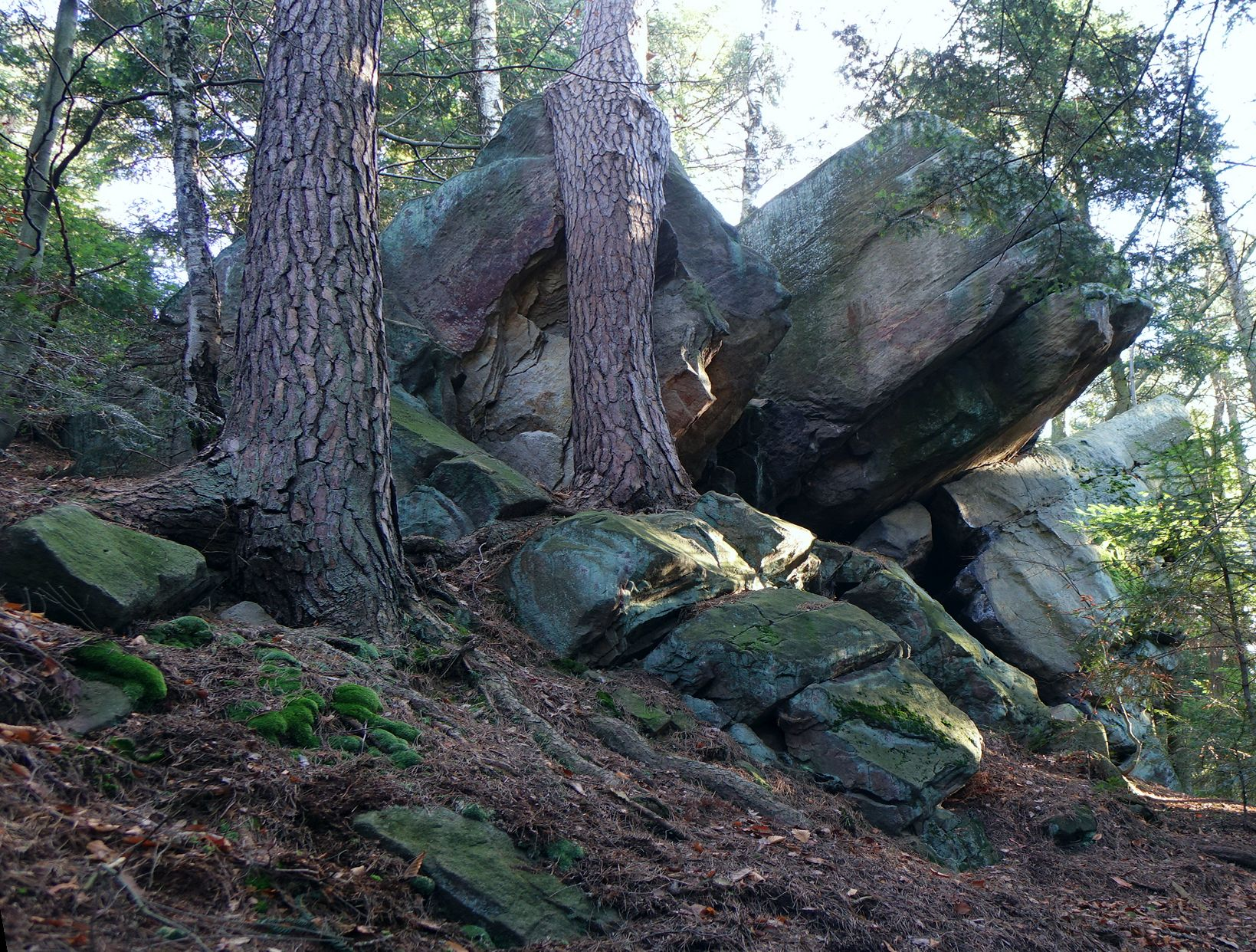
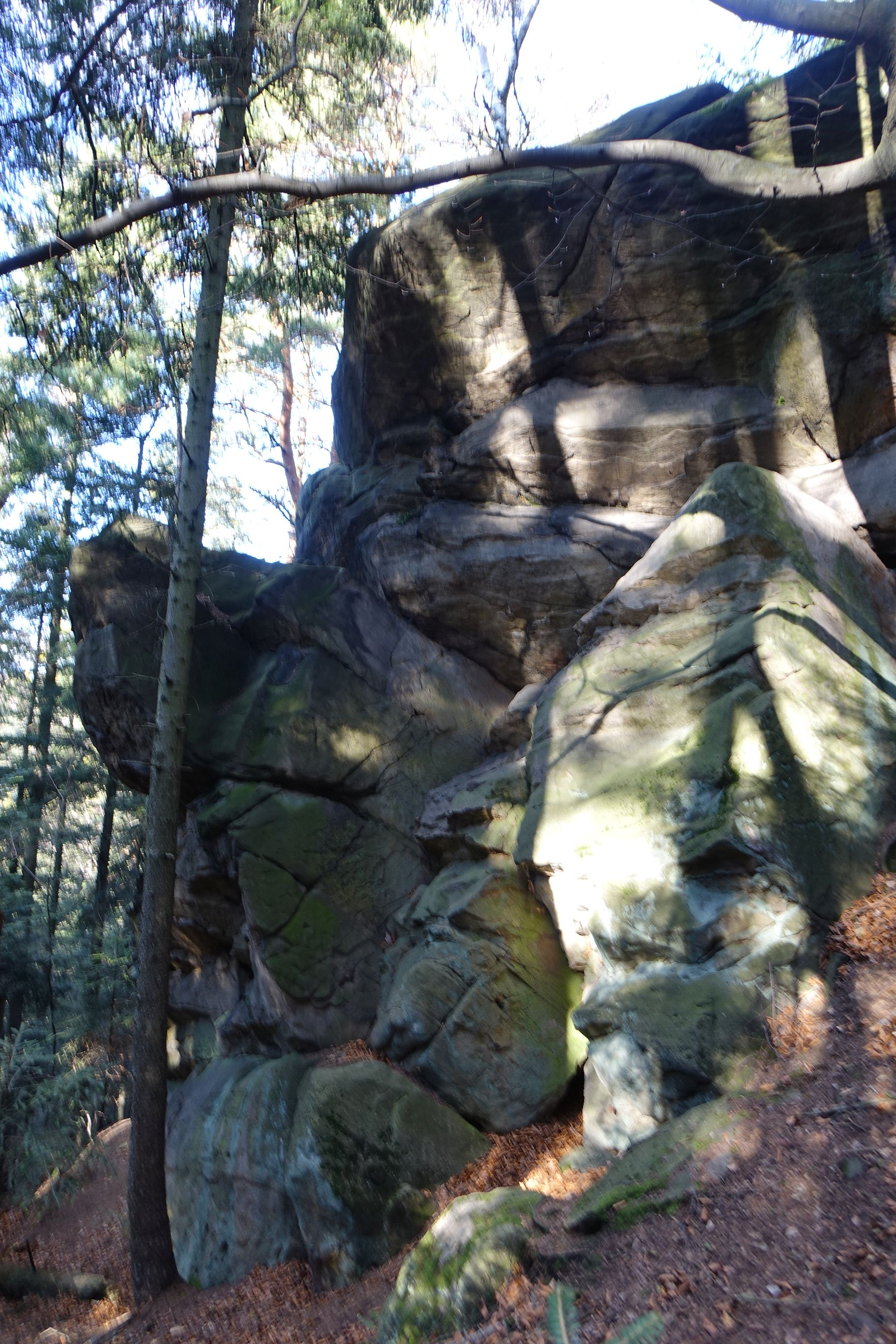
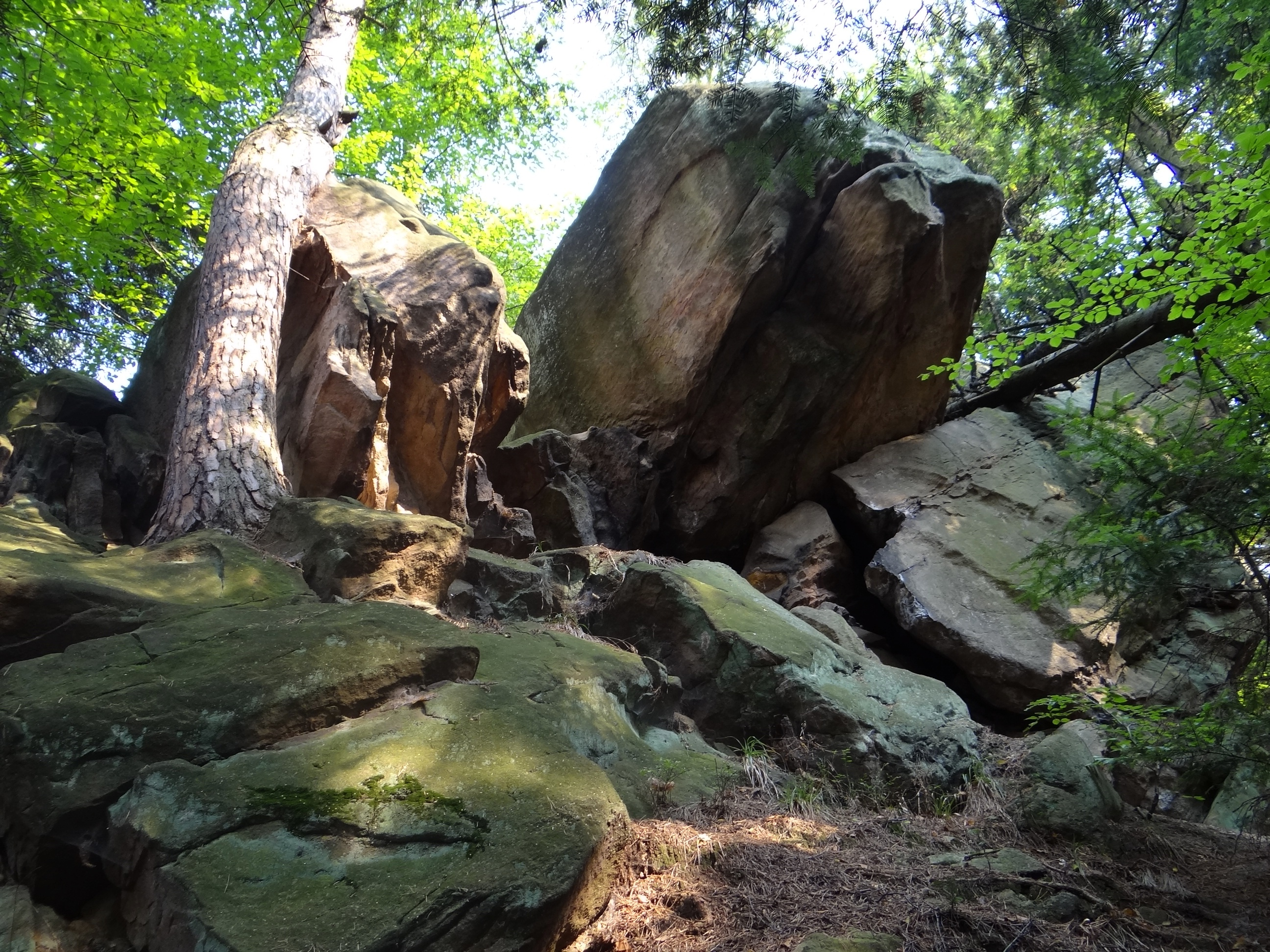
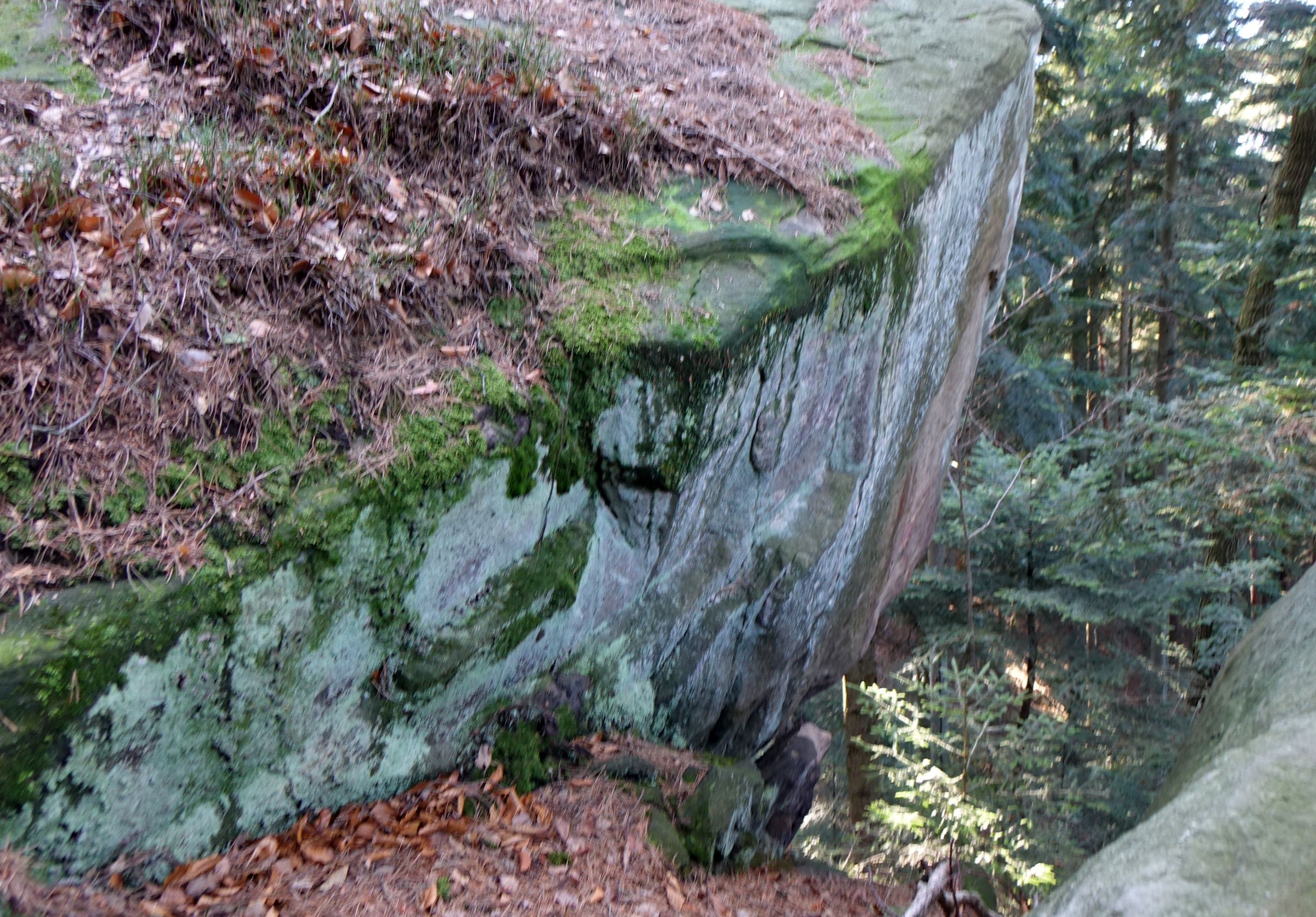

## Wspinaczka skalna
Grzegorz Rettinger w 2019 roku pisał: Skała Diabelski Kamień została onegdaj wyeksploatowana bulderowo, jednak tylko do pewnej wysokości. Najbardziej honorne problemy nie zostały ruszone. Widocznie nieprzyjazne lądowisko skazuje kamień na obicie ringami. Do 2025 roku nie zamontowano tu jednak żadnych ringów ani innych stałych punktów asekuracyjnych.
Bouldery:

Płetwy
1. No.1; 3, SD
2. Hocio (wariant ze stania); 6B, SD
3. Common Dream; 6B, SD
4. Scart; 5
5. Blizzard; GA, SD
6. Seabound (start ryską); 6A, SD

Opona
1. Narty (hajbol); 6B, SD
2. Riot; 5, SD
3. Elgekon; 6A, SD
4. Pscółka (hajbol); 5, SD

Dolna Półka
1. Spód lady; 3
2. Fox; 4, SD
3. Torch; 5, SD
4. Nikibald; 3, SD
5. Poldom Czerwona Strzała; 6B, SD
6. Her Liquid Arms; 6A, SD

Zyzok
1. Gib Mir Alles; 5
2. Kein Problem; 4
3. Barbie; 6B
4. Cudowna niedziela; 6B+
5. Elo DJ (z gzymsu filarkiem); 6A, SD
6. Soul Diver (z gzymsu filarkiem); 5+, SD